# Petar Stojanov
Petar Stefanov Stojanov (bulgarsk: Петър Стефанов Стоянов; født 25. maj 1952) er en bulgarsk politiker, der var Bulgariens 2. præsident fra 1997 til 2002. Han blev valgt som repræsentant for det kristendemokratiske parti Forbundet af Demokratiske Kræfter (bulgarsk: Săjuz na demokratitjnite sili, SDS).